# Marcos de Azeredo Coutinho
Marcos Tenreiro de Azeredo Coutinho e Melo (Rio de Janeiro, 1619 - Rio de Janeiro, 1 de maio de 1680) foi um explorador brasileiro que à procura de esmeraldas explorou parte do atual estado do Espírito Santo.

## Biografia
Era filho de Domingos de Azeredo Coutinho e Melo (nascido em 1596) e de Antonia Tenreiro da Cunha (nascida em 1600, falecida em 1657). Seu pai, tio e avô também foram bandeirantes e exploraram os sertões à procura de esmeraldas.
Em  1647, participou de uma entrada organizada e liderada por seu pai e pelo seu tio, Antônio de Azeredo, com o objetivo de explorar a "terra das esmeraldas" que tinha sido encontrada por seu avô, Marcos de Azeredo, o velho. A entrada partiu de Vila Velha do Espírito Santo e retornou com "esmeraldas" que foram consideradas falsas, pois certamente eram turmalinas.
Em 1660, Marcos de Azeredo Coutinho e seu pai fizeram outra entrada em busca de esmeraldas. A expedição saiu de Vila Velha do Espírito Santo, navegou o rio Doce até a barra do rio Coaraci-mirim ("rio pequeno do sol", em língua indígena, hoje rio Suaçuí), entrou pelo rio do Veado, passando pelas margens de uma lagoa para chegar à serra e penetrar na região das esmeraldas. As pedras que colheram e enviaram ao rei de Portugal fizeram grande sucesso, pois no meio delas estaria o primeiro diamante encontrado no Brasil.
Conta-se que morreu encarcerado por não querer desvendar onde encontrara tais pedras. Entretanto, tal fato não é verídico, pois o rei de Portugal lhe concedeu o hábito da Ordem de Cristo e o prêmio de dois mil cruzados, mercês de que não pôde gozar por ter morrido antes de ter sido notificado.